# 世界中に君は一人だけ
「世界中に君は一人だけ」（せかいじゅうにきみはひとりだけ）は、吉川友の曲。「Valentine's RADIO」、「チョコレート魂」とのカップリングによるトリプルA面シングル『世界中に君は一人だけ/Valentine's RADIO/チョコレート魂』が、2013年1月16日にユニバーサル ミュージック ジャパンの社内レーベルであるユニバーサルJ（現：ポリドールレコード）から発売された。
。

## 概要
「世界中に君は一人だけ」は、SmileRによるオリジナル曲である。ミディアムテンポのバラード曲で、吉川本人の言葉を借りれば「ミディアムバラード」である。好きな気持ちを伝えるべきか伝えないでおくべきか悩んでいる「揺れる乙女心」が表現されている。

## 世界中に君は一人だけ/Valentine's RADIO/チョコレート魂

### シングル概要
バレンタイン・ソングを集めたトリプルA面シングルで、初回限定盤A-Dがリリースされている。初回限定盤A-Cの3種は表題曲が異なっており、初回限定盤Aの表題曲は「世界中に君は一人だけ」・同Bの表題曲は「Valentine's RADIO」・同Cの表題曲は「チョコレート魂」である。初回限定盤A-Cには、それぞれの表題曲のミュージック・ビデオが収録されたDVDが付属している。
「Valentine's RADIO」は、松任谷由実の曲のカバーで、ボカロPの「におP」がサウンドプロデュースを担当している。吉川が生まれる3年前の1989年の曲であり、吉川いわく「ちょっとバブルの匂いがする」歌詞となっている。
「チョコレート魂」は、吉川の事務所の先輩である松浦亜弥の曲のカバーで、ボカロPの「T-POCKET」がサウンドプロデュースを担当している。

### シングル収録曲

#### 初回限定盤A・初回限定盤D
1. 世界中に君は一人だけ
作詞・作曲・編曲：SmileR
2. Valentine's RADIO
作詞：松任谷由実、作曲：松任谷由実、編曲：におP
3. チョコレート魂
作詞：三浦徳子、作曲：山沢大洋、編曲：T-POCKET
4. 世界中に君は一人だけ (Instrumental)
5. Valentine's RADIO (Instrumental)
6. チョコレート魂 (Instrumental)

#### 初回限定盤B
1. Valentine's RADIO
2. チョコレート魂
3. 世界中に君は一人だけ
4. Valentine's RADIO (Instrumental)
5. チョコレート魂 (Instrumental)
6. 世界中に君は一人だけ (Instrumental)

#### 初回限定盤C
1. チョコレート魂
2. 世界中に君は一人だけ
3. Valentine's RADIO
4. チョコレート魂 (Instrumental)
5. 世界中に君は一人だけ (Instrumental)
6. Valentine's RADIO (Instrumental)